# João Vale e Azevedo
João António de Araújo [da Cunha] Vale e Azevedo (Lisboa, 17 de maio de 1957) é um ex-advogado, ex-empresário e ex-dirigente desportivo português.

## Biografia
Filho de António Cândido Martins da Cunha do Vale e Azevedo, Engenheiro Agrónomo pelo Instituto Superior de Agronomia da Universidade Técnica de Lisboa, e de sua mulher Maria Antónia Vieira de Araújo, oriundos da Nobreza de Entre Douro e Minho.
Após concluir os estudos secundários no Colégio de São João de Brito, que frequentou entre 1963 e 1974, licenciou-se em Direito, em 1980, pela Faculdade de Direito da Universidade de Lisboa.
Foi monitor de Direito da Família nesta Faculdade, entre 1979 e 1982, e advogado, a partir de 1980. Entre 1981 e 1983 foi assessor jurídico do primeiro-ministro de Portugal Francisco Pinto Balsemão. Em 1983 fundou uma sociedade de advogados, a Vale e Azevedo & Associados, da qual foi managing partner até 2000.
Viria a ser suspenso Ordem dos Advogados Portugueses em 2005, «por violação continuada, livre e consciente, com dolo directo», por dez anos. Em outubro de 2013, Vale e Azevedo foi expulso da Ordem por «falta de idoneidade moral».
Em Outubro de 1997 tornou-se o 34.° presidente do Sport Lisboa e Benfica, após derrotar nas eleições do clube Luís Tadeu e Abílio Rodrigues. O mandato de Vale e Azevedo fica marcado pela formação da SAD do Benfica e foi durante a sua vigência que se iniciou a construção do centro de estágios do Seixal. Sem qualquer título no futebol, o Benfica conseguiu apenas uma vitória no ciclismo, colectiva e individual, com David Plaza a vencer a Volta a Portugal de 1999.
Desde que abandonou esse cargo, em Novembro de 2000, foi alvo de vários processos judiciais, ainda em curso mas em fase final.
Foi detido no dia 16 de Fevereiro de 2001 e condenado a seis anos de prisão em cúmulo jurídico, acusado de se apropriar de 640 mil euros da transferência de Ovchinnikov. Em Agosto, fica em prisão preventiva, e é condenado, em Abril de 2002, a quatro anos e meio de cadeia pelos casos "Ovchinikov" e "Euroárea". Apenas cumpriu três anos e meio de cadeia. Parte da pena foi cumprida entre Agosto de 2001 e Fevereiro de 2004.
A 19 de Fevereiro de 2004, é posto em liberdade por apenas 14 segundos. Esperavam-no à porta do estabelecimento prisional anexo à PJ a mulher, Filipa, e o irmão, Álvaro, juntamente com o motorista. As malas e a televisão já estavam no interior do Mercedes S quando o ex-dirigente do Benfica foi abordado por dois agentes da PJ com um novo mandado de detenção.
Solto em Julho de 2004, é condenado a ano e meio de prisão em 2005. Voltaria a ser condenado a penas de prisão em mais dois processos - a burla a Dantas da Cunha (2006) e a dois empresários no processo Ribafria (2007). Apresenta cauções falsas no valor de 1,3 milhões de euros para ficar em liberdade e escapa-se para Inglaterra, que, em 2008, começa a apreciar os pedidos de extradição de Portugal.
Desde 2008, residiu em Londres sob termo de identidade e residência e com o passaporte confiscado, enquanto aguardava a decisão do Tribunal Superior de Justiça de Londres sobre o pedido de extradição das autoridades portuguesas.
Vale e Azevedo esteve envolvido em Inglaterra numa gigantesca fraude de compra de parte de um banco privado alemão, detido pelo Deutsche Bank. O ex-presidente do Benfica pedia dinheiro a investidores e apoderava-se de elevadas quantias que lhe eram confiadas. Para atestar a sua credibilidade, Vale e Azevedo entregava documentos emitidos pelo banco que, ao que tudo indica, seriam falsos. O advogado fazia-se ainda passar por gestor de fundos de sucesso e dizia ter mais de 618 milhões de euros para investir. Para conquistar a confiança dos investidores usou outros estratagemas: dizia ter ganho 138 milhões de euros em negócios com uma empresa pública inglesa e afirmava deter 75% de uma empresa luxemburguesa, ser dono de uma casa em Wentworth e ter também residência no Foster Hotel Egham. Vale enganava os investidores e compradores mostrando ter uma vida de luxo, jantando nos melhores restaurantes e vestindo-se de forma elegante.
Foi, em 12 de Novembro de 2012, extraditado do Reino Unido sendo detido em Portugal.
Tem em Portugal mais de 30 credores da empresa V&A Capital Limited, que criou em Londres, tendo enganado mesmo a justiça e as finanças, ao apresentar em tribunal várias cauções que a Polícia Judiciária descobriu serem falsas.
Em 2 de Julho de 2013, Vale e Azevedo foi condenado a dez anos de prisão efectiva pela apropriação indevida de mais de quatro milhões de euros dos cofres do Benfica, resultantes da transferência de futebolistas, entre 1998 e 2000. Sendo culpado dos crimes de branqueamento de capitais, falsificação de documentos, abuso de confiança e peculato. Foi ainda condenado a pagar cerca de sete milhões de euros que desviou ao clube. Desde então Vale e Azevedo apresentou recursos, sem sucesso, para revogar a condenação em torno das transferências dos atletas ingleses Scott Minto, Gary Charles, o marroquino Tahar e o brasileiro Amaral. Mesmo preso no estabelecimento prisional da Carregueira, o ex-presidente do Benfica andava de recurso em recurso a tentar atrasar a condenação definitiva. Em dezembro de 2015, o Tribunal Constitucional determinou o trânsito em julgado imediato do processo, por entender que Vale estava a abusar de incidentes processuais.
Vale e Azevedo foi libertado, em 7 de junho de 2016, após cumprir cinco sextos da pena de 11 anos e meio na prisão da Carregueira.
Em 15 de janeiro de 2019, o Tribunal da Relação de Lisboa considerou prescritos os crimes de que Vale e Azevedo estava acusado, relativos ao desvio de dinheiro dos direitos televisivos do clube. Os factos remontavam ao final da década de 90 e o julgamento estava marcado para o início de março de 2019, mas a Relação entendeu estar prescrito o procedimento criminal. Em causa, estavam os crimes de peculato e falsificação de documentos, relacionados com os direitos televisivos do Benfica e que envolviam a verba de 1,2 milhões de euros.
Em 2022, responde num processo por ter prestado falsas garantias de três milhões euros em processos judiciais e por tentar burlar o BCP, também com falsas garantias, para conseguir um crédito de 25 milhões de euros. Desde março 2019, que o tribunal tenta, sem sucesso, notificar o ex-advogado para julgamento. O Tribunal Judicial da Comarca de Lisboa emitiu em setembro de 2022 um mandado de detenção para o antigo presidente do Benfica, alegando que se recusa a comparecer perante o juiz.

## Família
Casou com Filipa de Matos de Lencastre Cabral (19 de Maio de 1958), irmã de Martim Cabral, a mais nova do dois filhos e duas filhas de Martim de Lencastre Cabral (1927 - 1991) e de sua mulher Maria Perestrelo de Matos (Moçambique, 7 de Fevereiro de 1924), filha de José Francisco Perestrelo de Matos (Lisboa, São Vicente de Fora, 15 de Dezembro de 1890 - 1967), sobrinho-bisneto do 1.º Visconde de São Torquato, sobrinho-trineto do 3.º Visconde de juro e herdade e 1.º Conde de Mesquitela, do 1.º Visconde e 1.º Marquês da Cunha e do 1.º Conde da Ilha da Madeira, e tetraneto da 2.ª Viscondessa de Mesquitela de juro e herdade, e de sua mulher (Beira) Evelyne Philippatos (Alexandria, 26 de Setembro de 1901 - 1957), da grande comunidade Grega de Alexandria. da qual tem dois filhos, Francisco de Lencastre Cabral do Vale e Azevedo (8 de Junho de 1983) e João António Lencastre Cabral do Vale e Azevedo (30 de Abril de 1986).